# Max Wetschky
Max Wetschky (* 1844 in Gnadenfeld; † 26. Januar 1927 ebenda) war ein deutscher Apotheker und Botaniker in Gnadenfeld; heute ein Ortsteil von Pawłowiczki.

## Leben und Schaffen
Der Apotheker Max Wetschky gehört zu den eifrigsten Erforschern der schlesischen Flora im 19. und 20. Jahrhundert. Er wurde in Gnadenfeld, einer Siedlung der Mährischen Brüder, südwestlich von Cosel (poln. Koźle) geboren. Die Familie besaß hier seit 1800 die Apotheke. Bereits Großvater und Vater erwarben einen Bekanntheitsgrad als nebenberufliche Botaniker und Erforscher ihrer Region. Diese Passion übertrug sich auch auf den Sohn.
Über sein privates Leben ist leider nicht viel übermittelt. Bereits im Nachruf von G. Eisenreich im Jahre 1927, mit einer Würdigung der Lebensleistung, war sein genaues Geburtsdatum unbekannt.
Die ländliche Siedlung Gnadenfeld wuchs bald mit dem benachbarten Dorf Pawlowitzke zusammen. Als Einheit mit der Herrnhuter Brüdergemeine entwickelten sich hier ein blühendes, mustergültiges Gemeinwesen und geistiges Zentrum der Region, welches auch Theologen und Naturwissenschaftler hervorbrachte oder ihnen als Wirkungsstätte diente.
Dieses Umfeld beeinflusste Wetschky, sich nebenberuflich mit den Blühpflanzen seiner Heimat zu beschäftigten. Bereits als Student berichtet er über neue Entdeckungen bei der Erforschung der schlesischen Pflanzenwelt. Als Apotheker besaß er alle nötigen Grundkenntnisse auf botanischem Gebiet sowie beim Sammeln und Bestimmen der Pflanzen auch Fähigkeiten zum Anlegen eines Herbariums nach wissenschaftlichen Kriterien. Besonders die von F. W. Kölbing begonnene und im Werk „Flora Gnadenfeldensis“ niedergeschriebene, floristische Erforschung des botanischen Umfeldes war eine Anregung, die auch schon seinen Vater inspirierte und die auch von ihm aufgenommen wurde. Dabei entstand eine umfangreiche Sammlung von Herbarbögen, die leider nach seinem Tode, durch die späteren Kriegsereignisse verloren ging. Bis heute findet man in der botanischen Fachliteratur eine Vielzahl von Einzelhinweisen mit Bezug auf Max Wetschky. So entdeckte er zum Beispiel als erster in Schlesien das seltene Torfveilchen (Viola epipsila Ledebour) im Jahre 1876 auf moorigen Wiesen bei Wiegschütz.
Ausgedehnte Reisen führten ihn nach Norwegen und Sizilien  (u. a. ins Ätna-Gebiet), auf die Krim, in die Steppengebiete im Süden Russlands, auf den Balkan und in die Karpaten. Weitere Reisen sind durch Hinweise in der Fachliteratur belegt. Wetschky scheute auch keine anstrengenden Hochalpintouren, z. B. bestieg er in der Tatra mehrmals die Lommnitzer Spitze. Bei diesen Reisen sammelte er Belege, fand neue Standorte und entdeckte sogar neue Arten. Eine von ihm auf der Krim entdeckte Spezies des Gemeinen Lein erhielt im Jahre 1895 nach ihm den lateinischen Namen Linum wetschkyanum Fiek. Allein von der Krimreise, die zusammen mit A. S. Callier erfolgte, wurden etwa 260 Arten mitgebracht, von denen die Hälfte mit je 15 Herbarexemplaren gesammelt wurden.
Forschungsergebnisse und Erkenntnisse tauschte er mit namhaften Botanikern aus (u. a. F. Pax, A. Engler, H. Göppert, Th. Schube). In mehreren Botanischen Gesellschaften arbeitete er mit und nahm auch an botanischen Kongressen teil. Als Mitglied der schlesischen Gesellschaft für vaterländische Kultur wurden die zahlreichen Einzelergebnisse seiner Forschungsarbeit in den Jahresberichten regelmäßig vermerkt. Er galt als einer der besten Kenner der Flora Schlesiens. Das damals vorhandene, riesige Herbarium der Gesellschaft wurde durch seine Sammelergebnisse mit bereichert. Lebenslang war er als Naturforscher niemals nur einseitig interessiert. So informierte er, z. B. auch über ein von ihm beobachtetes Naturereignis bei Gnadenfeld. Seine wissenschaftliche Arbeit, verbunden mit beschwerlicher Reisetätigkeit und unwegsamen Wanderungen zu den Pflanzenstandorten setzte er im Alter noch bis zum Jahre 1925 fort.

## Veröffentlichungen (Auswahl)
- M. Wetscky: Ausflug in das obere Waaggebiet. Ende August 1871. In: Österreichische Botanische Zeitschrift. XXII. Jahrgang, Nr. 10, 1872, S. 321–331.
- M. Wetschky: Zur Flora des nördlichen Ungarn. In: Österreichische botanische Zeitschrift. 28. Jahrgang, Nr. 7, 1878, S. 224–226 (zobodat.at [PDF]).
- M. Wetschky: Reisebericht an H. Göppert zur Reise nach Unteritalien – auszugsweiser Bericht über die Heidewälder an der Nordküste bei Cefalu. In: 52. Jahresbericht der Schlesischen Gesellschaft für vaterländische Kultur. Bericht über Tätigkeit der botanischen Sektion, 1874, S. 81–139.
- M. Wetschy: Eine botanische Wanderung nach Sizilien. In: 53. Jahresbericht der Schlesischen Gesellschaft für vaterländische Kultur. 1875, S. 98–105.
- M. Wetschky: Liparis Loeselii Rich. in Bosnien (Boszniában). In: Magyar Botnikai Lapok – Ungarische Botanische Blätter, IV. Jahrgang, Nr. 12, Budapest 1905, S. 336–337 (zweisprachige Zeitschrift; Artikel nur in Deutsch).